# Vărgata
Vărgata (Hongaars: Csíkfalva) is een comună in het district Mureş, Transsylvanië, Roemenië. Het is opgebouwd uit vijf dorpen, namelijk:
- Grâuşorul (Búzaháza)
- Mitreşti (Nyárádszentmárton)
- Vadu (Vadad)
- Valea (Jobbágyfalva)
- Vărgata (Csíkfalva)

## Geschiedenis
Vărgata maakte deel uit van de historische regio Transsylvanië in Szeklerland. Het maakte tot 1918 deel uit van het Maros-Torda comitaat van Koninkrijk Hongarije. Het werd een deel van Roemenië na het Verdrag van Trianon uit 1920.

## Demografie
De comună heeft een absolute Szeklers-Hongaarse meerderheid. In 2002 telde het zo'n 1.778 (88,72%) Hongaren, 219 (10,92%) Roma en 7 (0,34%) Roemenen